# Nagykáta (distrikt)
Nagykáta är ett distrikt i Ungern. Det ligger i provinsen Pest, i den centrala delen av landet, 50 km öster om huvudstaden Budapest.